# Електрон (концерн)
Корпорація «Електрон» — багатогалузева корпорація з виробництва продукції науково-технічного, промислового та побутового призначення.

## Історія та створення ЛТЗ
Народженням «Електрона» можна вважати 1918 рік. Саме тоді колишній випускник Львівської Політехніки, колишній капітан австро-угорської армії, Г. Кретс разом зі своїм шурином — Йосипом Рафаловичем взяли у Галицькому «Кредитному банку» позику та у одноповерховій будівлі, що при вулиці Сікстутській облаштували електромеханічні майстерні (нині там розташована частина майстерень «Львівської політехніки»). Майстерня була облаштована по останньому слову тодішньої техніки та мала навіть мотор на 1 кінську силу. Відразу від місцевих мешканців пішли замовлення на виготовлення вуличних гасових ліхтарів та водопровідних колонок. На вулицях з'явилися перші автомобілі, які ремонтувалися також у майстерні Кребса-Рафаловича. Крім того вони ремонтували ще й військове спорядження.
У 1930 році в майстерні працювало 42 робітники і тоді їх акціонували в АК «Контакт», контрольний пакет якої викупив інженер-підприємець Леон Бернард Кульбінгер. Під його керівництвом майстерні розширилися, зокрема, 1934 року персонал збільшився до 179 осіб, а потужність двигунів становила вже 77 кінських сил. Він вирішив перенести майстерні ближче до залізниці, де викупив у магістрату ділянку землі по вулиці Кордецького. Сам він займався технічними питаннями, а менеджмент доручив Едуарду Соломону. Завдяки їхньому тандему, капітал АК «Контакт» на 1939 рік збільшився до 100000 злотих, а разом з вартістю нерухомості близько мільйона злотих.
Населення Львова зросло, гасові ліхтарі змінили електричні, та і в квартирах замість свічок і гасових ламп зажевріли електрожарівки[що це?]. Майстерня зайнялася виготовленням електро- і телефонних лічильників, електротехнічних виробів (праски, фени, електронагрівачі), радіотелефонічного[що це?] устаткування, детекторів.
Під час короткого перебування впродовж 1939—1941 років, радянська влада не встигла щось зробити з АК «Контакт», а ось її власників — Кретса та Кульбінгера було заарештовано та подальша їхня доля невідома.
Під німецькою окупацією 1941—1944 років майстерні працювали у дві зміни, оскільки у німців облік був на високому рівні. У місті було проведено масові етнічні зачистки та усіх робітників-євреїв разом з їхніми сім'ями було знищено. Такаж сама доля спіткала й Йосипа Рафаловича та Едварда Соломона.
У липні 1944 року радянська влада вдруге повернулася у Львів. До Львова прибували спецзагони зі східних українців, які осідаючи у зайнятих радянською армією містах, відновлювали там школи, інститути, заклади культури.
Тоді, недалеко від майстерень «Контакту» були майстерні «Водоміра», що також випускали різні лічильники. Оскільки радянська влада замінила конкуренцію соціалістичним змаганням, то підприємства змагалися між собою і дозмагались до того, що 6 червня 1955 року розпорядженням Ради Міністрів УРСР були об'єднані під спільною назвою «Завод вимірювальних приладів». Цей завод спеціалізувався на випуску лічильників води, електрики, сантехнічних виробів та запчастин для водомірів.
1946 року Лаврентій Берія запропонував на Політбюро ідею щодо денаціоналізації західних регіонів Союзу за рахунок перенесення туди об'єктів оборонної промисловості. Так, у серпні 1946 року на VIII сесії Верховної Ради УРСР було прийнято закон «Про п'ятирічний план відбудови і розвитку народного господарства Української РСР на 1946—1950 рр.», пункт 32 якого передбачав «перетворення Львова в крупний індустріальний центр республіки». Оскільки місцеве населення до роботи на оборонних підприємствах не допускалося, то до Львова переводили заводи з центральних та північно-східних областей РРСФР разом з обслуговуючим персоналом. Саме цей метод «переселення» підприємств дав значні результати у подальшій роботі підприємства.
Так 1956 року було вирішено створити новий завод телевізійної техніки у Львові. До Львова були переведені підрозділи та робітники з провідних телевізійних заводів — александровського радіозаводу, ленінградського імені М. Г. Козицького та московського «Рубіна». Щоправда, на цих заводах, випуск телевізорів становив лише 30 %. Основну продукцію складала електронна начинка для винищувачів та бомбардувальників, системи дальнього стеження та інша оборонна техніка. Директором заводу ЦК КПРС призначив досвідченого господарника Степана Остаповича Петровського. Саме він й обрав базою для «Електрона» приміщення заводу вимірювальних приладів, а пізніше постановою Ради народного господарства Львівського економічного району № 57 від 4 жовтня 1957 року на базі підприємства «Завод вимірювальних приладів» утворено Львівський телевізійний завод (ЛТЗ).

### Перші телевізори
Перші телевізори марки «Львів» (на базі александровського телевізора «Призыв») зійшли з конвеєра 2 жовтня 1957 року. Для телевізора «Львів» було вперше застосовано кінескоп розміром 43 см (розробник конструкції К. М. Шніцер, принципової схеми — А. М. Юкер). Серійне виробництво телевізорів «Львів» розпочато 1958 року, а з 1959 року розпочато випуск вдосконаленої моделі телевізора «Львів» — «Львів-2», з використанням подібної схеми та моделі кінескопа. У 1960 році художником конструкторського бюро заводу Охрімом Кравченком розроблено дизайн телевізорів «Верховина» і того ж року було створено нову серійну модель — «Верховина», яка згодом була визнана найкращим телеприймачем в СРСР.
Хрущовські часи внесли зміни в кадровому питанні. Львів перестав імпортувати робочу силу з центральних областей Росії. З введенням загальної паспортизації до міста потягнулося населення навколишніх сіл. Колишніх селян потрібно було навчати. Інженерні кадри готували кафедри політехнічного інституту, а для підготовки кваліфікованих складальників у 1963 році був створений величезний технікум радіоелектронної промисловості.
У 1960 році вийшла ухвала ЦК «Про подальший розвиток радянського телебачення», у якому телебачення проголошувалося «важливим засобом комуністичного виховання народних мас у дусі марксистсько-ленінської ідейності і моралі, непримиренності до буржуазної ідеології». У 1961 році на заводі «Електрон» розпочався випуск чорно-білого «Огонька» з кінескопом 47 см та «Електрона» з кінескопом 59 см, а серійне виробництво яких розпочато у 1963 році. Ці моделі стали базовими практично для всіх телевізорів в СРСР.
У цей же час на ЛТЗ було створено великий комплекс монтажних, складальних та регулювальних робіт з випуску телевізорів — 22 конвеєрні лінії з системою підвісних доріг. Крім телевізорів, розпочато випуск іншої високотехнологічної електронної продукції космічного та військового призначення.
У 1963—1964 роках за ініціативи академіка Віктора Глушкова Інститутом кібернетики Академії наук Української РСР були початі роботи із створення АСУП на базі вітчизняних універсальних цифрових обчислювальних машин. У 1967 році спільно з цим інститутом (відділ АСУП) була створена автоматизована система управління «Львів» — одна з перших АСУ у Радянському Союзі. АСУ «Львів» згодом була прийнята як стандартна в кількох галузях машинобудування СРСР.
Від 1965 року львівський «Електрон» долучається до розробки та виробництва телевізійної й електронної апаратури для військ ППО СРСР. До технікуму радіоелектронної промисловості перевели підрозділ науково-дослідного інституту телевізійної техніки «Електрону» (пізніше — науково-виробниче об'єднання «Кітва»), яке займалося виконанням дрібносерійних замовлень для оборонного комплексу СРСР. Тут, зокрема, досліджували електронну начинку американських ракет точного наведення, які були перехоплені під час в'єтнамської війни.
Від 1966 року львівські телевізори експортували в більш ніж 30 країн світу. В 1968 році телевізори «Електрон» та «Огонек» першими в галузі отримали державний Знак якості. Створений Петровським науково-дослідний інститут телевізійної техніки став головним в СРСР по розробці кольорових телевізорів. Так, ЛТЗ став першим у СРСР підприємством, яке розпочало серійний випуск кольорових телевізорів — пробна партія випущена 1968 року, а від 1970 року налагоджено серійне виробництво телевізорів «Електрон-703» (першого в СРСР серійного кольорового телеприймача).

### 1970-і
У 1970 році на базі ЛТЗ створено Виробниче об'єднання «Електрон». Цього ж року підприємство було нагороджене Орденом Трудового Червоного Прапора, а 1975 року — Орденом Жовтневої революції.
У 1977 році розпочато одночасне будівництво виробничого комплексу «Електрон» та нового житлового мікрорайону у підміському селі Рясне. У цілому, до склад ВО «Електрон», крім головного корпусу заводу, входило ще два великих промислових комплекси — Рясненський та Закарпатський (з філіями у Сваляві, Мукачевому, Воловці, Жденієво, Виноградові, Міжгір'ї).
Крім виробничих комплексів ВО «Електрон» підпорядковувались Львівський завод телевізійної техніки (виробництво спецтехніки військового призначення), спеціальне конструкторське бюро телевізійної техніки (від 1986 року — НДІ телевізійної техніки «Електрон»), НДІ інформатики та управління «Електрон».

### 1980-і
У 1981 році відбулась зміна керівництва «Електрон» — генеральним директором об'єднання став В. О. Рибинок.
1986 року «Електрон» отримав права головного управління і як центральна організація безпосередньо підпорядковувався Міністерству радіопромисловості СРСР, що було безпрецедентним випадком надання таких прав виробничому підприємству.
Максимальної кількості випущених за рік телевізорів — 1 232 800 шт., якої підприємство досягнуло 1990 року. Телевізори «Електрон» були єдиною вітчизняною маркою телеапаратури, яка експортувалась у Західну Європу. «Електрон» володів розгалуженою власною фірмовою мережею з 450 техно-торгових центрів від Балтики до Тихого океану, мав власну зовнішньоторговельну фірму та закордонні представництва які реалізовували телевізори та здійснювали їх гарантійне та сервісне обслуговування.
Зі спеціальної техніки «Електрон» виготовляв телевізійну апаратуру для військового флоту (для важких атомних ракетних та авіаносних крейсерів, протичовнових кораблів), авіаційні бортові системи наведення ракетної зброї класу «повітря-земля», системи самонаведення ракетно-бомбової зброї, авіаційні лазерно-прицільні системи тощо.
На «Електроні» створювалась телевізійна апаратура для космонавтики: авіакосмічні пілотажні тренажери, проєкційна апаратура Центру управління космічними польотами, бортова телеапаратура орбітальних космічних станцій «Салют» та кораблів серії «Союз», радянсько-американської проекту «Союз-Аполон», міжнародної станції «Альфа», орбітального космічного безпілотного корабля «Буран».
«Електрон» був одним із найпотужніших виробничих об'єднань Львівщини. Підприємства виробничого об'єднання 1990 року випустили продукції на 1,5 млрд карбованців, що становило 25 % валового продукту Львівської області та близько 1 % валового продукту України. Виробниче об'єднання фінансувало низку соціально спрямованих проектів розвитку міської інфраструктури Львова. «Електрон» здійснював масове будівництво житла для своїх працівників та соціальної інфраструктури у мікрорайоні Рясне, збудував лінію водогону із підземних джерел с. Гологори до Львова.

### Спортивні колективи

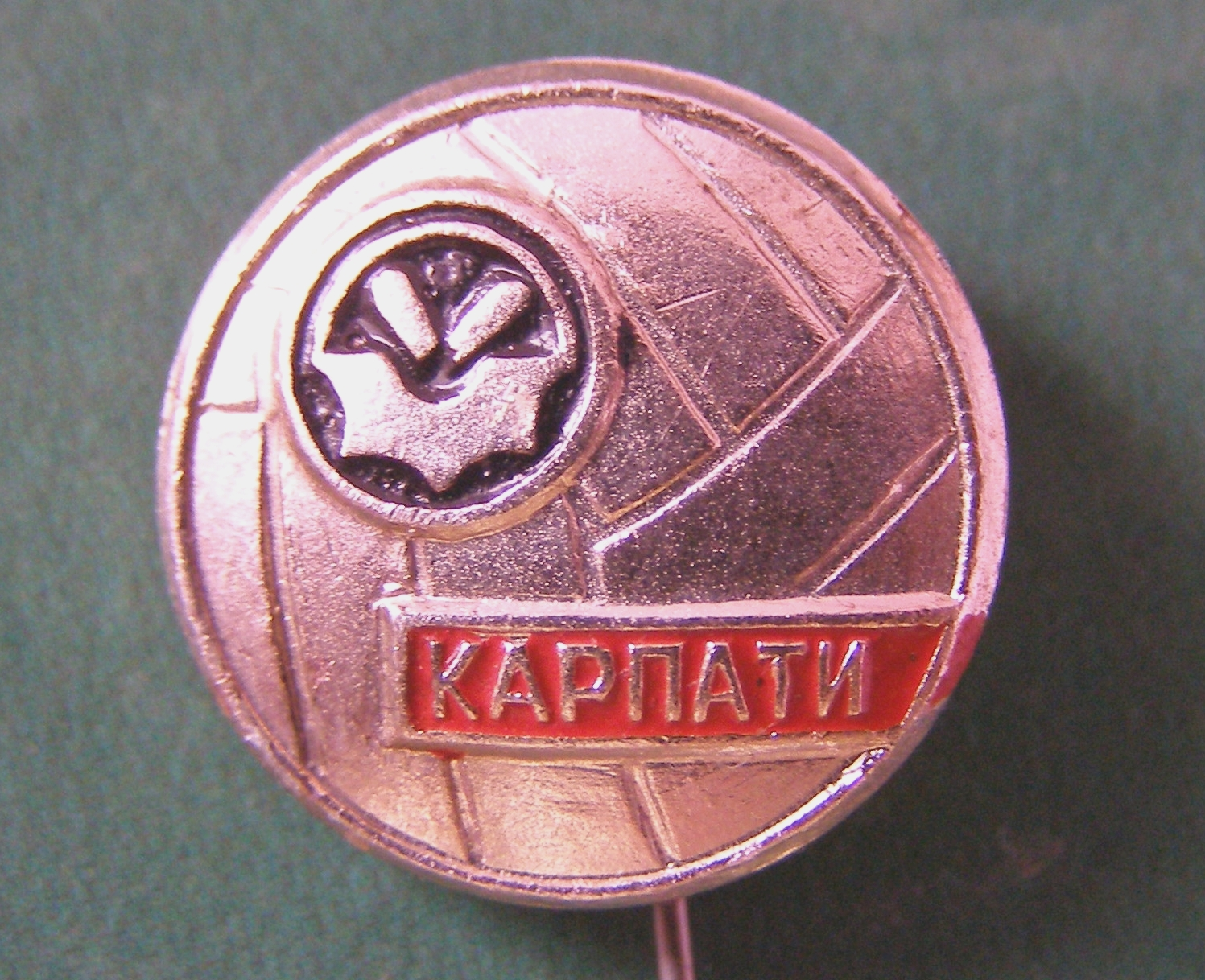
Значок радянських часів із логотипом львівського заводу «Електрон» — тодішнього спонсора футбольного клубу «Карпати» (Львів)

Свого часу львівський телевізійний завод «Електрон» був патроном та спонсором львівського футбольного клубу «Карпати» — першої та останньої, в історії радянського футболу, команди другої ліги, яка 1969 року здобула Кубок СРСР. Також належав заводу та утримувався  його коштом стадіон «Дружба». Згодом стадіон та команда безкоштовно передані «Електроном» місту.

### Концерн-Електрон
У 1991 році «Електрон» став одним з перших акціонерних товариств в СРСР та акціонувався за класичною і прозорою методикою, розроблено за участю британських фахівців та львівських науковців, зокрема професора Віктора Пинзеника. Акції АТ «Концерн-Електрон» зареєстровані у Міністерстві фінансів України за № 1.
У 1991 році при Львівському відділенні Промбудбанку СРСР був створений відділ по обслуговуванню «Електрона». Трудові колективи підприємств, що входять до складу концерну «Електрон», винесли ухвалу, створити на основі цього відділення ЗАТ «Електрон-банк» із статутним фондом в 40 млн рублів. Так був заснований один з перших регіональних комерційних банків України — «Електрон Банк» та офіційно зареєстровано Національним банком України 10 жовтня 1991 року під № 25, а з часом він став одним з провідних банків держави.
У середині 1990-х років економічне становище «Електрону» різко погіршилось через різке звуження ринку продажу продукції та розривом напрацьованих економічних зв'язків, фінансово-економічну кризу в державі. Керівництво змушене було вдатися до призупинення випуску телеприймачів та докорінної реструктуризації, модернізації та технічного переоснащення підприємств — частина виробництв була ліквідована, а на інших здійснено диверсифікацію виробництва та налагоджено випуск нових видів продукції.

## Сьогодення

Вхід до головного корпусу концерну

Сучасний «Електрон» активно розвивається як машинобудівна корпорація.
Основними напрямками діяльності корпорації є:
Виробництво електротранспорту:
ТОВ Спільне українсько-німецьке підприємство «Електронтранс» створене у 2011 році корпорацією «Електрон», компанією «TransTec Vetschau GmbH» (Німеччина) та ТОВ «Автотехнопроєкт».
СП «Електронтранс» — підприємство повномасштабного виробництва, що спеціалізується на проектуванні та виробництві сучасного міського електротранспорту — трамваїв, тролейбусів, електробусів, агрегатів та запасних частин.

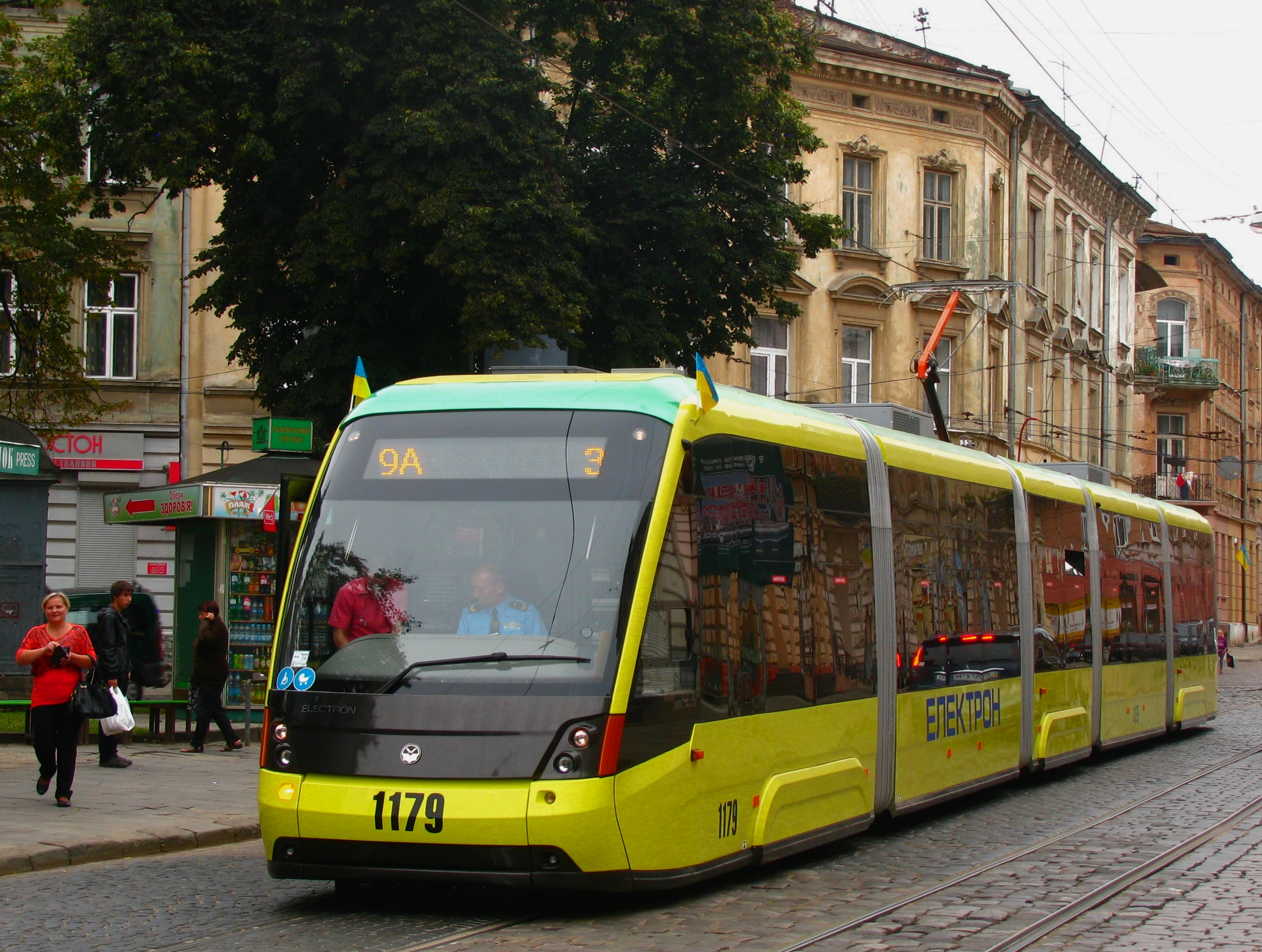
Трамвай «Електрон T5L64»

Підприємство виготовляє трамвайні вагони для колій різної ширини — 1000 мм, 1435 мм та 1524 мм — це не лише для потреб українських міст, але й на експорт — у Росію та країни Європейського Союзу.

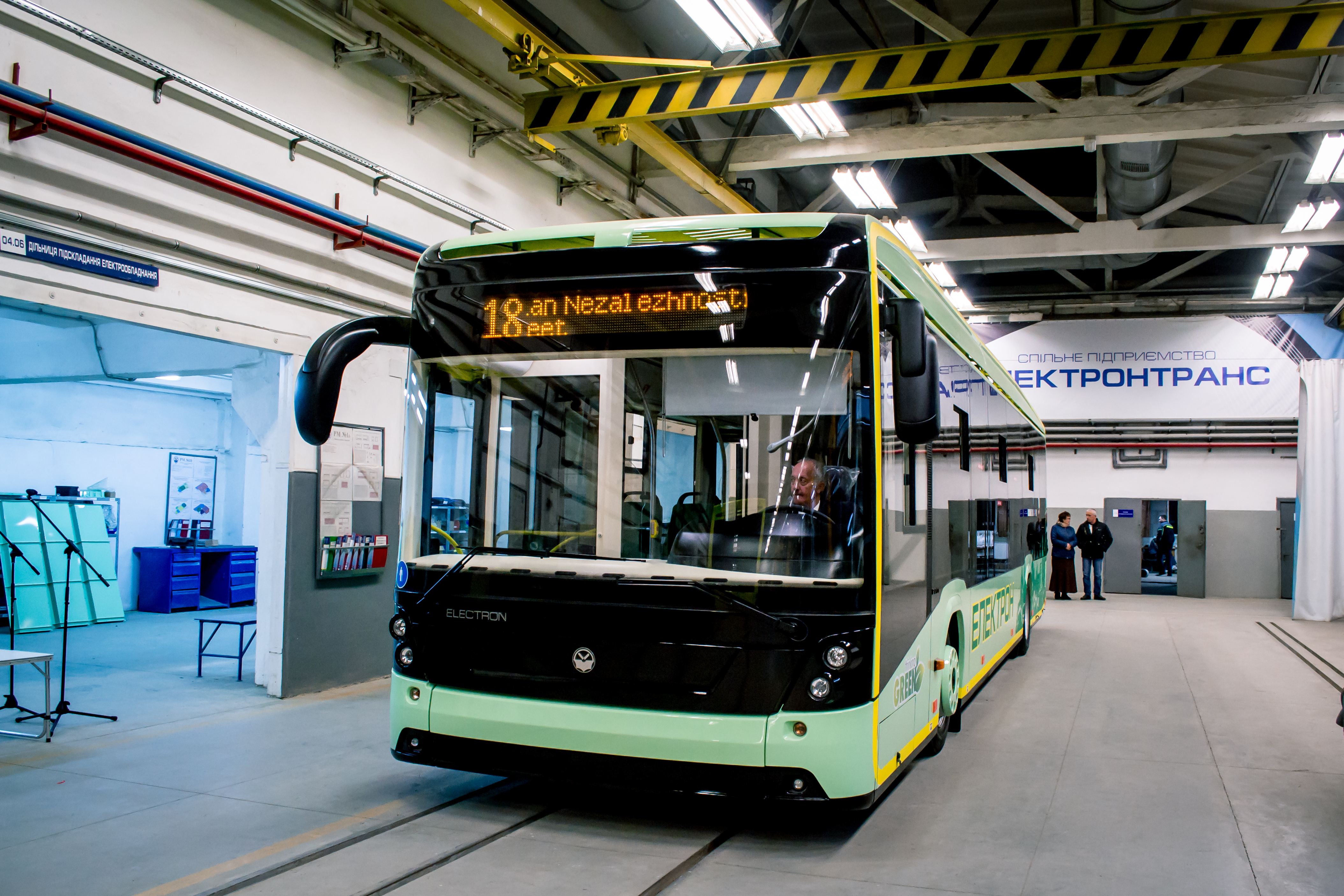
Електробус «Електрон Е19101»

СП «Електронтранс» виготовило перший в Україні повністю низько підлоговий трамвай «Електрон T5L64», що  за технічним рівнем відповідає сучасним європейським вимогам до міського електротранспорту, в тому числі щодо рівня безпеки та комфорту. Підприємство розробило також 12-ти метровий низькопідлоговий тролейбус «Електрон Т19101».

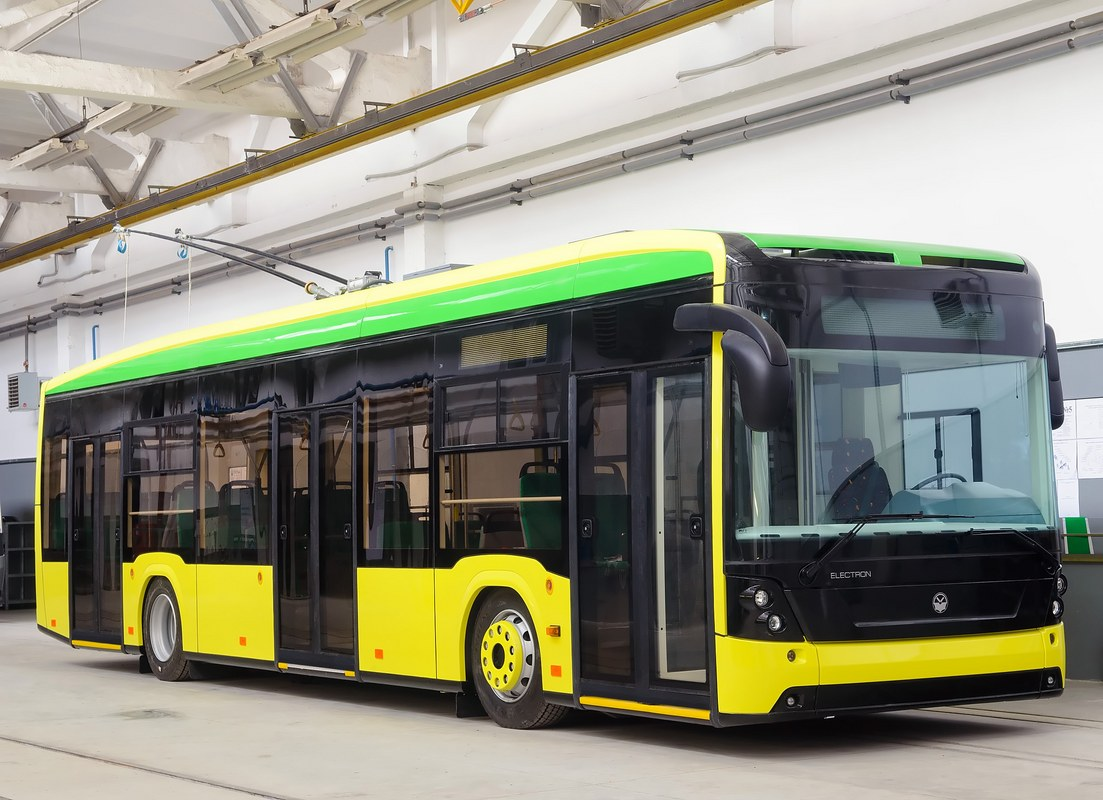
Тролейбус «Електрон Т19101»

Наприкінці грудня 2021 року концерн «Електрон» завершує розробку нового 12-метрового тролейбуса, який зможе від'єднувати струмоприймачі від мережі на відстань до 20-25 км на автономному ході. Концерн «Електрон» планує брати участь у тендері і виготовляти високотехнологічні тролейбуси з автономним ходом. За технічними параметрами тролейбус матиме 12 метрів, якщо будуть вимоги замовника, то буде розглянута можливість виготовлення 18-тиметрового тролейбуса.
Виробництво спеціальних автомобілів
Завод «ЕлектронМаш» — сучасне підприємство машинобудівної корпорації «Електрон», що спеціалізується на виробництві позашляхових повнопривідних спеціальних транспортних засобів Електрон — автомобілів багатофункціонального призначення для комунальних служб та автомобілів швидкої медичної допомоги.

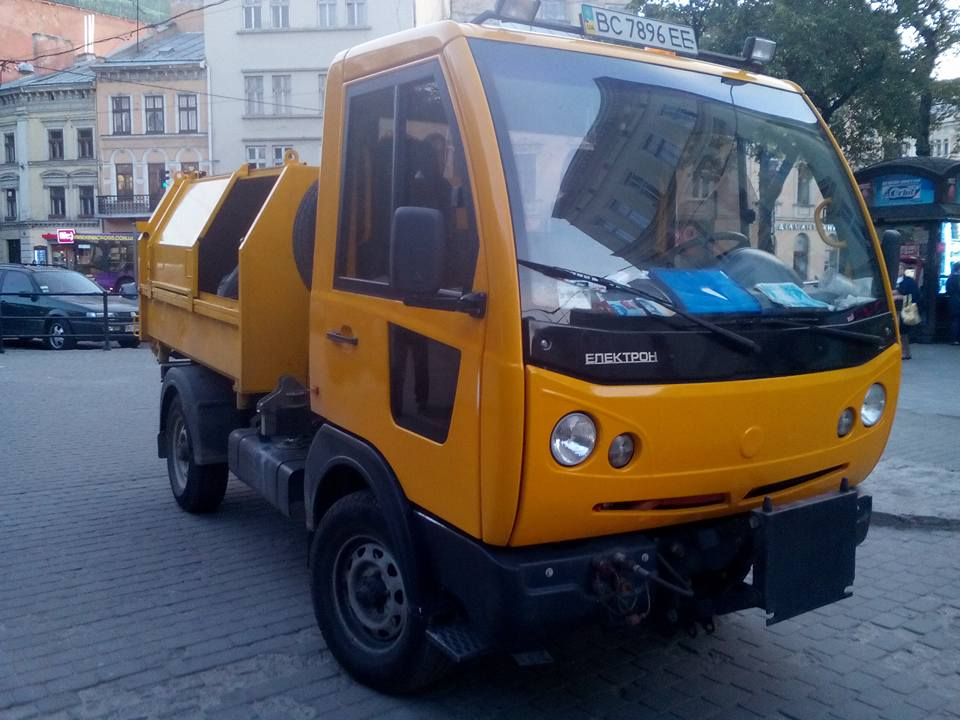
Вантажівка ЕМ-С320.12 «Електрон»

Комунальні автомобілі «Електрон», що виробляються підприємством — це всесезонні повнопривідні механізовані комплекси для міських комунальних служб, оснащені змінними комплектами кузовів та навісного обладнання. Один такий автомобіль заміняє декілька традиційних комунальних машин. Автомобілі «Електрон» не мають аналогів.
Спеціалізовані позашляхові повнопривідні автомобілі швидкої медичної допомоги «Електрон» — це транспорт підвищеної прохідності з комплектом медичної апаратури та засобів екстреної допомоги, створений для роботи ургентної медицини та медицини катастроф у складних дорожніх умовах, зокрема у сільській та гірській місцевостях.
Кліматичні системи для автотранспорту
СП «Сферос-Електрон» [Архівовано 2 вересня 2014 у Wayback Machine.] є єдиним в Україні виробником кліматичних систем для автотранспорту: рідинних підігрівачів різних типів для автобусів, вантажних та комерційних автомобілів, будівельної та спеціальної техніки. Підприємство також пропонує автовиробникам кондиціонери, електро-механічні та механічні вентиляційні люки для всіх типів міських та туристичних автобусів, ресивери для пневматичних та гальмівних систем транспортних засобів, паливні баки різних типорозмірів та місткості, кермові колонки.
Матеріали для електроніки
Науково-виробниче підприємство «Карат» [Архівовано 19 січня 2016 у Wayback Machine.] — дочірнє підприємство корпорації «Електрон», основним напрямком діяльності котрого є проведення наукових досліджень, розробка технологій одержання новітніх матеріалів для потреб мікро- та радіоелектроніки, магнітоелектроніки, акусто- та оптоелектроніки, лінійної та нелінійної оптики, магнітооптики, квантової електроніки, сенсорики, кріоелектроніки, електрокераміки, оптоелектронних пристроїв тощо. Визнанням досягнень НВП «Карат» у технологіях вирощування монокристалів складних оксидів стала його участь у міжнародному проекті Європейського Центру ядерних досліджень (Conseil Européen pour la Recherche Nucléaire) у Швейцарії — створення Великого адронного колайдера, для якого підприємство виготовило монокристалічні матеріали детекторів електромагнітного випромінювання.
НВП «Карат» володіє сучасною дослідницькою, технологічною та виробничою базою — тут створено унікальний лабораторно-виробничий комплекс вирощування монокристалічних сполук складних оксидів і є науковим об'єктом національного надбання України [Архівовано 10 серпня 2014 у Wayback Machine.].
На підприємстві організовано перше і єдине в Україні нановиробництво світового рівня з виготовлення тонкоплівкових гетероепітаксійних структур з нанорозмірними активними шарами для потреб твердотільної електроніки.
Полімерна індустрія
Завод «Полімер-Електрон» [Архівовано 7 липня 2014 у Wayback Machine.] — дочірнє підприємство корпорації «Електрон», основними напрямками діяльності якого є пластмасове, пінополістирольне, інструментальне та нестандартне виробництва.
Виробництво електродвигунів малої потужності
Завод «Електронпобутприлад» [Архівовано 2 вересня 2014 у Wayback Machine.] — провідне спеціалізоване підприємство України з серійного виробництва колекторних двигунів постійного та змінного струму потужністю до 500 Вт для різних галузей промисловості, у тому числі для залізничного і міського транспорту, автомобільної промисловості і побутової техніки та ін..
Побутова техніка
Виробництво рідкокристалічних телевізорів «Електрон» [Архівовано 26 липня 2010 у Wayback Machine.] та електропобутової техніки.
Послуги
- Фінансово-лізингова компанія «Електрон-Лізинг» [Архівовано 17 серпня 2014 у Wayback Machine.] — надання послуг з оренди нерухомості різноманітного призначення — офісних, виробничих та складських приміщень. До складу компанії входять також власні виробничі та сервісні філії — спортивний комплекс «Електрон», що пропонує своїм клієнтам спортивно-рекреаційні послуги (відкриті тенісні корти та універсальні майданчики для міні-футболу, баскетболу, волейболу) та станція технічного обслуговування «Електрон-Авто» (ремонт та технічне обслуговування автомобілів);
- Побутово-харчове підприємство «Електрон» [Архівовано 15 липня 2017 у Wayback Machine.] — фасування сипучих харчових продуктів для супермаркетів та підприємств торгівлі.